# Il était un petit navire

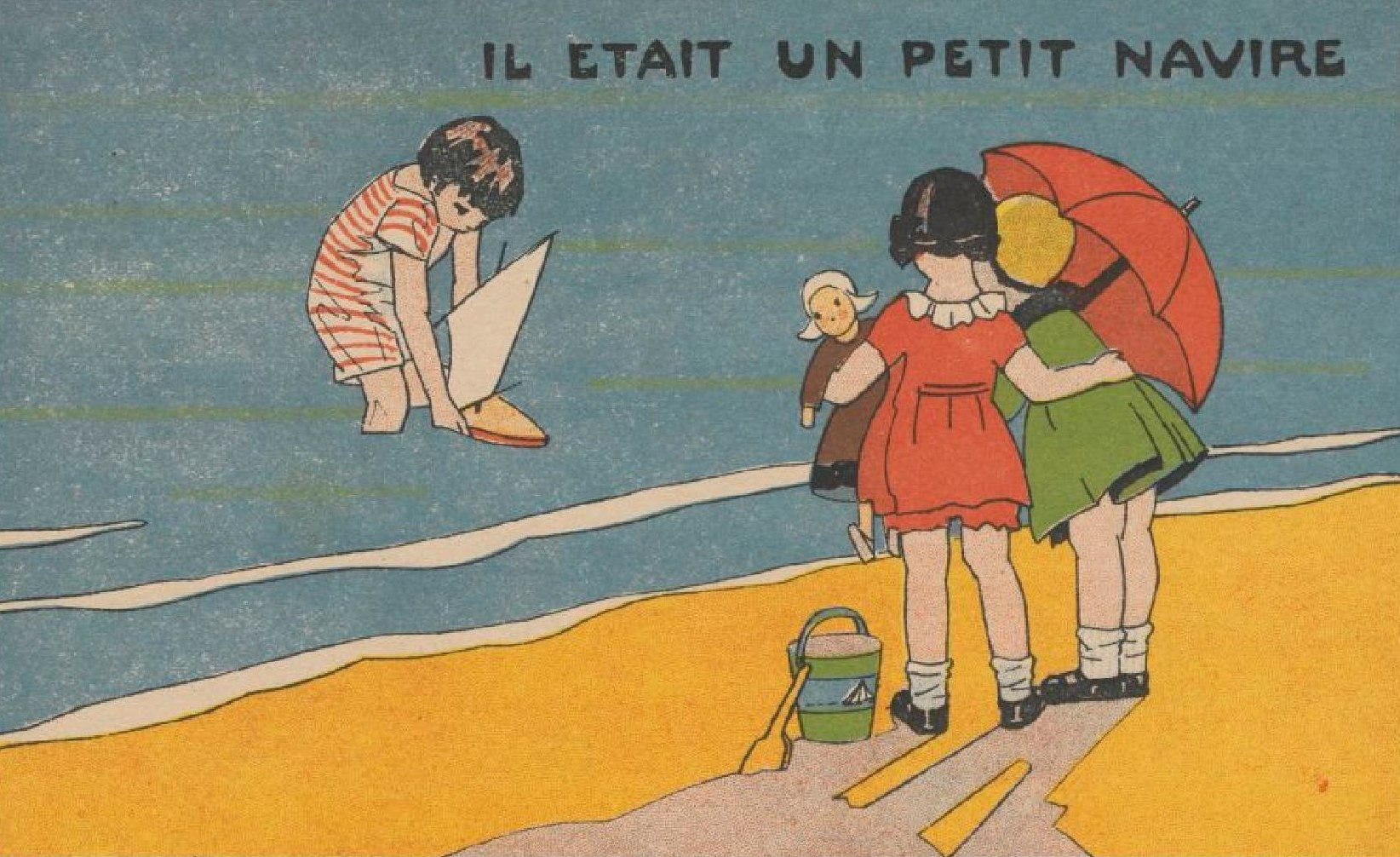
Illustration du début du XXe siècle.

Pour les articles homonymes, voir Il était un petit navire (homonymie) et La Courte Paille.
Il était un petit navire ou La Courte Paille est une chanson traditionnelle qui traite de l'anthropophagie de nécessité, arrangée en chanson vaudevillesque au milieu du XIXe siècle, et évoluant au XXe en chanson enfantine.
Sur un air gai, Il était un petit navire raconte l'histoire d'un jeune matelot qui, après un tirage à la courte paille, doit être mangé par l'équipage d'un petit navire qui n'a plus de vivres. Les matelots réfléchissent à la sauce et à la manière de le préparer (fricassé, frit). Après une prière du mousse à la Vierge Marie sa patronne, des milliers de petits poissons sautent dans le navire, sauvant l'enfant au dernier moment.

## Historique
La chanson a été répertoriée par Patrice Coirault avec le numéro 7103. Il lui a donné le titre La Courte Paille et l'a résumée ainsi, d'après la version de Millien (collecteur en Nivernais) : « C'est un petit navire d'Espagne, mais que la France a protégé, a bien marché sept ans sur mer, mais sans avoir pu aborder. Au bout de la septième année, le pain, le vin vient à manquer. « Il faut tirer la courte-paille lequel de nous sera mangé. » Le sort tombe sur le capitaine. Celui-ci promet son bateau et sa fille à celui qui montera sur la hune, ce que fait le plus jeune. « Courage, courage, mes camarades, je vois la terre de tous côtés… » ».
Cette comptine a pu s'inspirer de l'histoire vraie d'Owen Coffin, jeune mousse américain qui accepte en 1821 de se laisser abattre et manger par les autres membres de l'équipage pour qu'ils survivent.
Les paroles traditionnelles – où c'est toujours le capitaine qui doit être mangé, et non le mousse –  ont été transformées en « Il était un petit navire qui n'avait ja-ja-jamais navigué » dans Méridien, comédie-vaudeville en un acte, sur un livret de Clairville, et une musique arrangée par Édouard Montaubry. Le refrain « Ohé ! Ohé ! matelot, matelot navigue sur les flots » fut ajouté à la fin du XIXe siècle.

## Paroles complètes de la chanson
1.
Il était un petit navire (bis)
Qui n'avait ja- ja- jamais navigué (bis)
Ohé ! Ohé !
Refrain
Ohé ! Ohé ! matelot, matelot navigue sur les flots
Ohé ! Ohé ! matelot, matelot navigue sur les flots
2.
Il partit pour un long voyage (bis)
Sur la mer Mé- Mé- Méditerranée (bis)
Ohé ! Ohé !
Au refrain
3.
Au bout de cinq à six semaines (bis)
Les vivres vin- vin- vinrent à manquer (bis)
Ohé ! Ohé !
Au refrain
4.
On tira à la courte paille (bis)
Pour savoir qui, qui, qui serait mangé (bis)
Ohé ! Ohé !
Au refrain
5.
Le sort tomba sur le plus jeune (bis)
Le mousse qui, qui, qui s'mit à pleurer (bis)
Ohé ! Ohé !
Au refrain
6.
On cherche alors à quelle sauce (bis)
Le pauvre enfant, -fant, -fant sera mangé (bis)
Ohé ! Ohé !
Au refrain
7.
L'un voulait qu'on le mît à frire (bis)
L'autre voulait, -lait, -lait le fricasser (bis)
Ohé ! Ohé !
Au refrain
8.
Pendant qu'ainsi l'on délibère (bis)
Il monte en haut, haut, haut du grand hunier (bis)
Ohé ! Ohé !
Au refrain
9.
Il fait au ciel une prière (bis)
Interrogeant, -geant, -geant l'immensité (bis)
Ohé ! Ohé !
Au refrain
10.
Mais regardant la mer entière (bis)
Il vit des flots, flots, flots de tous côtés (bis)
Ohé ! Ohé !
Au refrain
11.
Ô Sainte Vierge, ô ma patronne (bis)
Cria le pau- pau- pauvre infortuné (bis)
Ohé ! Ohé !
Au refrain
12.
Si j'ai péché, vite pardonne (bis)
Je ne veux pas, pas, pas être mangé (bis)
Ohé ! Ohé !
Au refrain
13.
Au même instant un grand miracle (bis)
Pour l'enfant fut, fut, fut réalisé (bis)
Ohé ! Ohé !
Au refrain
14.
Des p'tits poissons, dans le navire (bis)
Sautèrent par, par, par plusieurs milliers (bis)
Ohé ! Ohé !
Au refrain
15.
On les prit, on les mit à frire (bis)
Le jeune mou- mou- mousse fut sauvé (bis)
Ohé ! Ohé !
Au refrain
16.
Si cette histoire vous amuse (bis)
Nous allons la, la, la recommencer (bis)
Ohé ! Ohé !
Au refrain

## Utilisations

### Adaptations
Beaucoup de paroles ont été écrites sur cet air : politiques (Il était un petit ministre…), paillardes (Il est cocu le chef de gare), jusqu'à l'utilisation dans des bandes dessinées (Il était une petite galère ou Il était un petit… hic! fakiiiiir). En Allemagne, la chanson est aussi connue sous le titre War einst ein kleines Segelschiffchen. Kate et Anna McGarrigle ont adapté cette chanson en lui ajoutant le refrain suivant : « Ma mie dort sous les vagues pour toute l'éternité ».

### Bande originale
Ce chant est régulièrement utilisé dans des œuvres, comme dans La Grande Illusion (1937) de Jean Renoir, où il est joué au pipeau pour faire diversion pendant une évasion ou dans Pirates (1986) de Roman Polanski, où il est chanté par un des personnages.